# Craig Stadler
Craig Robert Stadler (San Diego, Californië, 2 juni 1953) is een professional golfer uit de Verenigde Staten. Hij speelt op de Champions Tour sinds zijn 50ste verjaardag in 2003.

## Amateur
Stadler ging naar de La Jolla High School en daarna naar de Universiteit van Zuid-Californië, waar hij twee jaar in het eerste team van de Trojans speelde. Hij won de 1973 US Amateur en  kreeg een wildcard voor de Masters. Hij speelde de eerste dag met Jack Nicklaus. Hij maakte een ronde van 79, Nicklaus van 69. In 1975 speelde hij de Masters met Arnold Palmer en maakte een ronde van 80, maar zeven jaar later won hij het toernooi.
In 1975 studeerde hij af.

### Gewonnen
- 1973: US Amateur

## Professional
Stadler werd in 1976 professional. Op de Amerikaanse PGA Tour won hij dertien toernooien, inclusief de Masters in 1982.
In 2003 won hij net na zijn 50ste verjaardag het BC Open, en werd de eerste winnaar op de PGA Tour boven de 50 jaar in bijna dertig jaar. Stadler speelt sinds 2003 op de Champions Tour. Zijn eerste volle seizoen was 2004, hij stond toen bovenaan de rangorde.
Stadler wordt door zijn fans wel de Walrus genoemd, omdat hij daar wel op lijkt (bijna 115 kilo en een grote snor). Zijn zoon Kevin Stadler is ook professional golfer, en heeft onder meer in 2005 het Argentijns Open gewonnen dat zijn vader in 1992 won.

### Gewonnen
- 1980: Bob Hope Desert Classic (-17), Greater Greensboro Open (-13)
- 1981: Kemper Open (-18)
- 1982: Joe Garagiola-Tucson Open (-14), Masters (-4) na play-off tegen  Dan Pohl, Kemper Open (-13) en de World Series of Golf (-2) na play-off tegen Raymond Floyd
- 1984: Byron Nelson Golf Classic
- 1991: The Tour Championship (-7) na play-off tegen Russ Cochran
- 1992: NEC World Series of Golf (-7)
- 1994: Buick Invitational of California -20)
- 1996: Nissan Open (-6)
- 2003: Broome County Open (-21)

#### Europese Tour
- 1985: Ebel European Masters Swiss Open
- 1990:  Scandinavian Enterprise Open

#### Japan Golf Tour
- 1987: Dunlop Phoenix

#### Elders
- 1989: Fred Meyer Challenge (met Joey Sindelar)
- 1992: Argentine Open
- 1999: Champions Challenge (met zoon Kevin Stadler)
- 2002: Office Depot Father/Son Challenge (met Kevin Stadler)

#### Champions Tour
- 2003: Ford Senior Players Championship (−17)
- 2004: JELD-WEN Tradition, The First Tee Open at Pebble Beach, SAS Championship

### Teams
- Ryder Cup: 1983, 1985